# Frank McCormick
Frank Andrew McCormick (ur. 9 czerwca 1911, zm. 21 listopada 1982) – amerykański baseballista, który występował na pozycji pierwszobazowego przez 13 sezonów w Major League Baseball.

## Życiorys
Zadebiutował w zespole Cincinnati Reds 11 września 1934 w meczu przeciwko Brooklyn Dodgers. W sezonie 1934 rozegrał zaledwie 12 spotkań. Następny mecz w barwach Reds rozegrał w 1937 roku; w latach 1934–1937 występował w klubach farmerskich Cincinnati Reds, między innymi w Toronto Maple Leafs i Syracuse Chiefs. 
W sezonie 1938 rozegrał 151 meczów i zdobył w National League najwięcej uderzeń (209), miał średnią uderzeń 0,327 (3. wynik w lidze) i 40 zdobytych doubles (2. wynik w lidze), a także po raz pierwszy w karierze wystąpił w Meczu Gwiazd. W 1940 ponownie miał najwięcej uderzeń (191), najwięcej zdobytych doubles (44), poza tym był drugi pod względem zaliczonych RBI (127) i został wybrany najbardziej wartościowym zawodnikiem. W tym samym sezonie wystąpił w World Series, gdzie Reds pokonali Detroit Tigers w siedmiu meczach.
W grudniu 1945 roku przeszedł do Philadelphia Phillies za 30 tysięcy dolarów. Dwa lata później jako wolny agent podpisał kontrakt z Boston Braves. W 1948 roku zagrał w World Series, w których Braves ulegli Cleveland Indians w sześciu meczach. 
Po zakończeniu kariery był między innymi menadżerem klubów farmerskich, skautem, trenerem i sprawozdawcą sportowym w Cincinnati Reds. Zmarł na raka 21 listopada 1982 w wieku 71 lat.

## Nagrody i wyróżnienia
| Nagroda/wyróżnienie      | Lata                                                 | Źródło |
| MVP National League      | 1940                                                 | [ 5 ]  |
| 9× All-Star              | 1938, 1939, 1940, 1941, 1942, 1943, 1944, 1945, 1946 | [ 1 ]  |
| Zwycięzca w World Series | 1940                                                 | [ 6 ]  |